# Jorbelle Malewu Tekasala
Jorbelle Malewu Tekasala est une boxeuse congolaise (RDC) née le 20 mai 1993.

## Biographie
Jorbelle Malewu Tekasala est médaillée de bronze dans la catégorie des moins de 75 kg aux Championnats d'Afrique de boxe amateur 2017 à Brazzaville ainsi qu'aux Championnats d'Afrique de boxe amateur 2022 à Maputo.
Elle est médaillée d'or dans la catégorie des plus de 81 kg aux championnats d'Afrique de boxe amateur 2023 à Yaoundé.
Elle est médaillée de bronze dans la catégorie des moins de 75 kg aux Jeux africains de 2023 à Accra.